# میماری
میماری (به انگلیسی: Memari) یک منطقهٔ مسکونی در هند است که در Bardhaman Sadar South subdivision واقع شده‌است. میماری ۱۴٫۶۸ کیلومتر مربع مساحت و ۴۱٬۴۵۱ نفر جمعیت دارد و ۲۵ متر بالاتر از سطح دریا واقع شده‌است.